# Notholebias
Notholebias là một chi cá trong họ Aplocheilidae thuộc bộ cá chép mỡ gồm các loài cá bản địa của vùng Nam Mỹ.